# 묘법연화경 (보물 제1306-2호)
묘법연화경(妙法蓮華經)은 서울특별시 중랑구 법장사에 있는 조선시대의 목판본 불경이다. 2019년 3월 6일 대한민국의 보물 제1306-2호로 지정되었다.

## 개요
서울 법장사 소장 '묘법연화경'은 조선 초기 명필(名筆) 성달생(成達生)․성개(成槪) 형제가 부모의 명복을 기원할 목적으로 법화경을 정서(精書)한 판본(板本)을 바탕으로 1405년(태종 5) 전라도 안심사(安心寺)에서 도인 신문(信文)의 주관으로 간행한 불경이다. 7권 2책으로 구성된 완질본으로 권4에는 변상도(變相圖)가 6면에 걸쳐 수록되어 있고 판각도 정교하다. 특히 안심사판 『묘법연화경』의 변상도 안에 그려져 있는 신중상(神衆像)은 구도가 크고 정교한 판각으로 다른 법화경에 있는 변상도 비해 높은 사료적 가치를 인정받고 있다. 전체에 걸쳐 구결(口訣)이 표기되어 있으며, 두주(頭註) 형태와 한글 현토(懸吐) 등 조선 초기 국어 사용의 현황을 보여주는 자료가 수록되어 있어 향후 심도있는 연구에도 도움이 된다. 기 보물 지정본과 비교하여 완질로 구성되었고 비교적 초기 간행 당시의 모습을 유지하고 있다. 또한 발문을 통해 조선 초기 불경의 간행 방식과 상황을 파악할 수 있는 등 서지학 및 불교사 연구에 있어 학술적 가치가 높은 자료이다.

## 같이 보기
- 묘법연화경

## 참고 자료
- 묘법연화경 - 국가유산청 국가유산포털